# اچ‌ام‌اس بریتانیا (۱۶۸۲)
اچ‌ام‌اس بریتانیا (۱۶۸۲) (به انگلیسی: HMS Britannia (1682)) یک کشتی بود که طول آن ۱۶۷ فوت ۵ اینچ (۵۱٫۰ متر) بود.